# Пітер Стенвейк
Пітер Стенвейк (нід. Pieter Steenwijck бл. 1615, Делфт — 1656, Лейден) — голландський художник XVII ст., майстер композицій з інтер'єрами та натюрмортів.

## Життепис
Довгий час належав до призабутих художників. Лише декілька віднайдених натюрмортів з підписом художника спонукали до розшуків в архівах. Дата народження художника приблизно визначена як 1615 рік. Мав брата, що теж став художником. Старший за Пітера — Гармен Стенвейк (бл. 1612–1656) теж створював побутові натюрморти з рибами, фруктами та мисливськими трофеями. Розшуки довели, що брати отримали художнє навчання в майстерні їх дядька, художника Девіда Бейлі в місті Лейден.
Пітер Стенвейк створив декілька картин з зображенням інтер'єрів. Але найбільш успішними були його натюрморти з тематикою «марнота марнот». Нагадуваня по скороминущість насолод і людського життя взагалі не стало в перешкоді до створення тонких колористичних гам в натюрмортах, як то видно в «Натюрморті марнота марнот» зі збірок музею Ермітаж (музей не мав творів художника до цього, картина придбана з приватної збірки). З 1642 року Пітер Стенвейк став членом гільдії святого Луки в місті Делфт, а з 1644 року — в місті Лейден. Є відомості, що декілька років художник працював в місті Гаага. Після 1656 року свідоцтва про художника зникають.

## Галерея

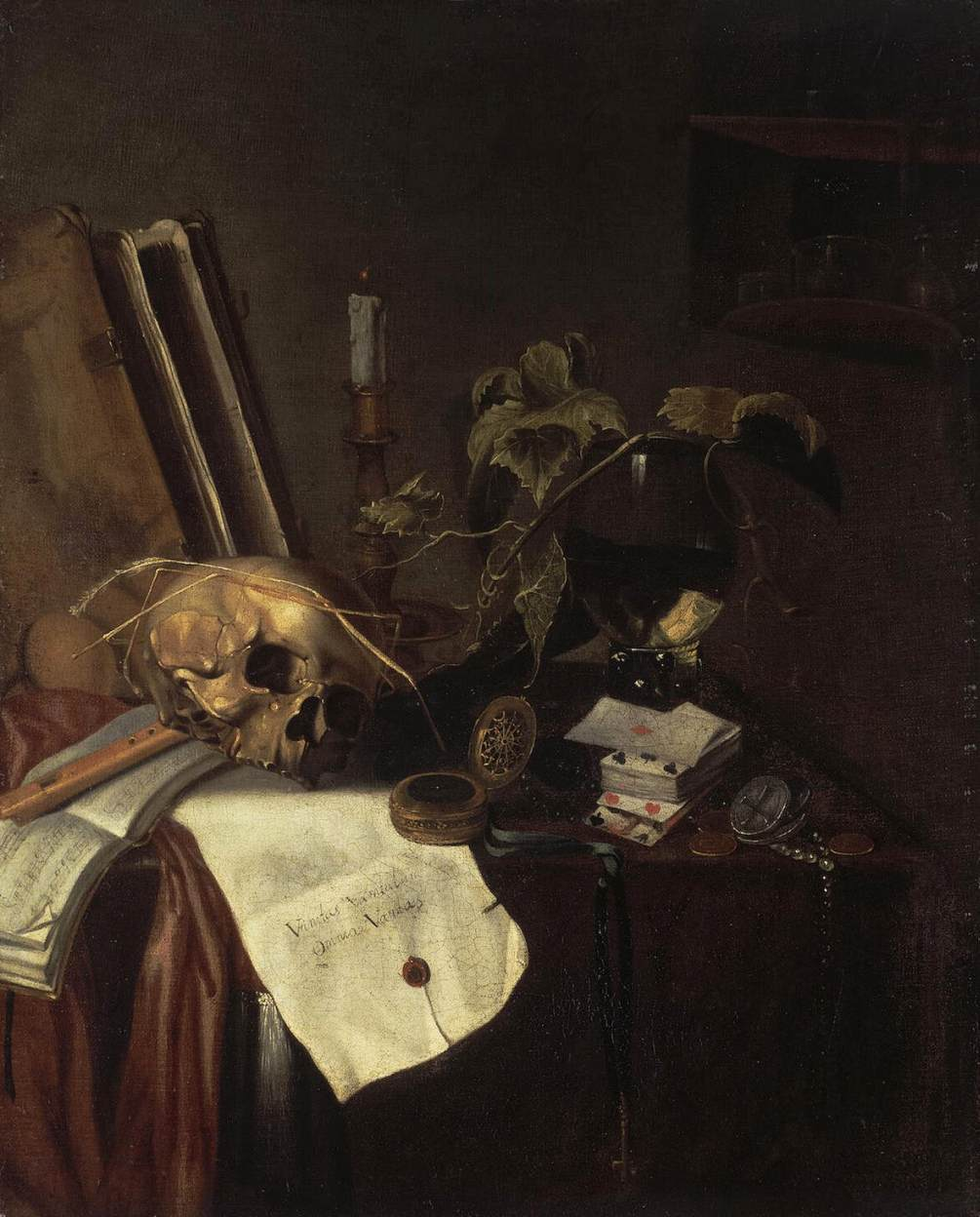
«Натюрморт марнота марнот Стенвейка», Ермітаж, Санкт-Петербург
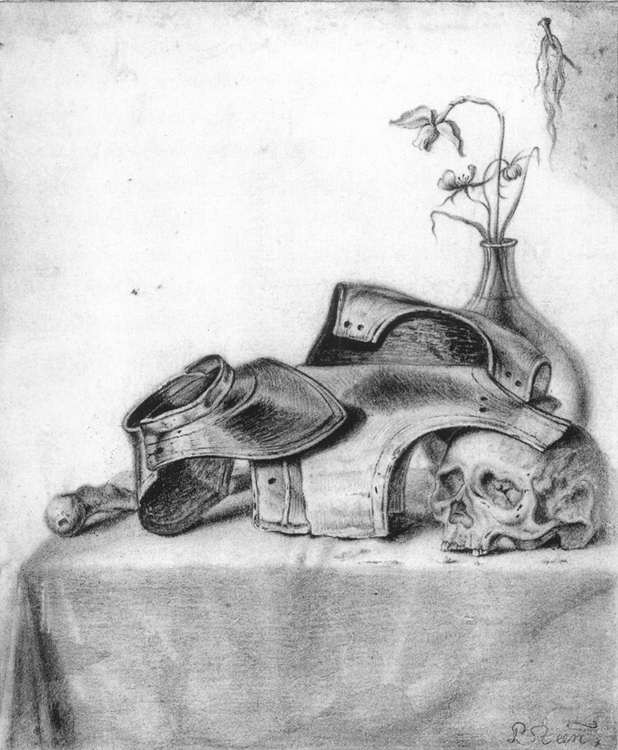
Малюнок «Лицарські обладунки і череп», бл. 1640 р. Музей Бойманс ван Бенінгена, Роттердам.
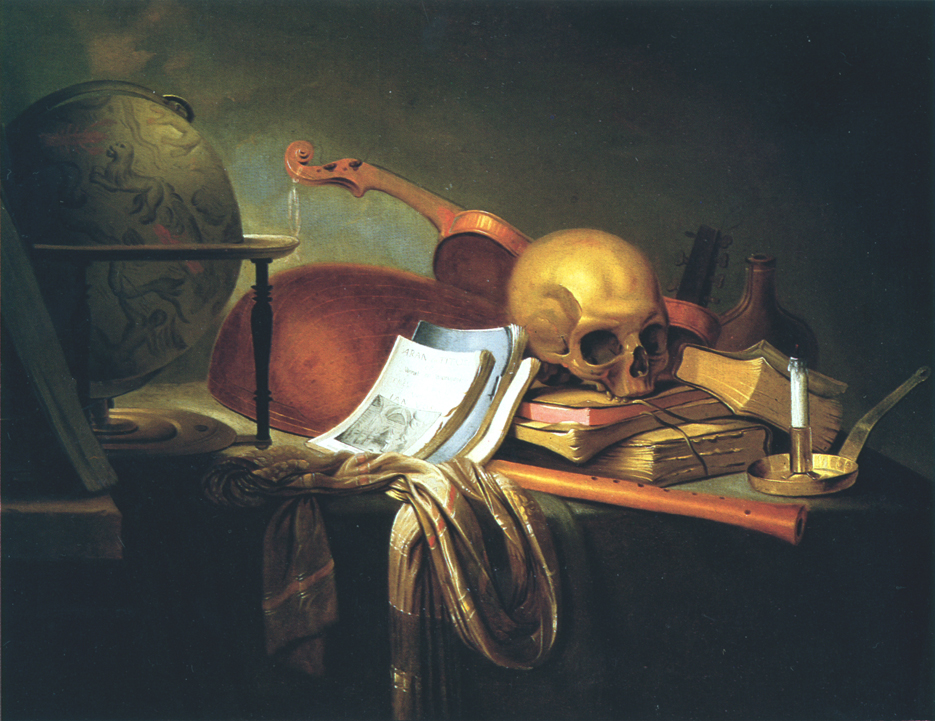
«Життя - коротке, мистецтво - вічне».